# Question!
Question! è un singolo del gruppo musicale statunitense System of a Down, pubblicato l'11 luglio 2005 come secondo estratto dal quarto album in studio Mezmerize.

## Descrizione
Composta da Serj Tankian per i testi e musicalmente insieme a Daron Malakian, Question! parla della natura della vita. Spesso il brano viene paragonato ad Aerials.

## Video musicale
Il video, che segue i temi vita, morte e reincarnazione, fu presentato il 5 agosto del 2005 da MTV e sul sito del gruppo. I protagonisti del filmato sono un ragazzo e una ragazza vestita di rosso. Alla fine di esso la ragazza muore, lasciando però al suo amante un bambino.

## Tracce
CD promozionale (Stati Uniti)
1. Question! – 3:21

CD singolo (Europa)
1. Question! (Album Version) – 3:21
2. Sugar (Explicit Live Version) – 3:54

CD maxi-singolo (Europa)
1. Question! (Album Version) – 3:21
2. Forest (Explicit Live Version) – 5:11
3. Prison Song (Explicit Live Version) – 3:27
4. Question! (Live Video) – 3:25

DVD (Europa)
1. Question! (Concept Video) – 3:48
2. B.Y.O.B. (Explicit Video) – 4:17
3. Sugar (Explicit Live Version) – 3:54 – audio
4. B.Y.O.B. (Explicit Live from Astoria) – 4:19 – audio

## Formazione
Gruppo
- Serj Tankian – voce, tastiera, arrangiamento strumenti ad arco
- Daron Malakian – voce, chitarra, basso,[3] tastiera[3]
- Shavo Odadjian – basso
- John Dolmayan – batteria, percussioni

Altri musicisti
- Mark Mann – arrangiamento strumenti ad arco

## Classifiche
| Classifica (2005)             | Posizione massima |
| ----------------------------- | ----------------- |
| Regno Unito                   | 41                |
| Stati Uniti                   | 102               |
| Stati Uniti (alternative)     | 9                 |
| Stati Uniti (mainstream rock) | 7                 |